# Кошице
Ко́шице (словац. Košice [ˈkɔʃɪt͡sɛ], устар. рус. Ко́шицы, венг. Kassa, Кошшо, нем. Kaschau, Ка́шау) — город в Словакии. Административный центр Кошицкого края и района Кошице-Околье. Разделён на 22 самоуправляемых района. Название происходит от словац. Koša — личного имени Коша и суффикса — ice, буквальный перевод — селение Коша.
Население — 240,6 тыс. человек (2011 год), второй по величине город страны. В пределах Кошицкой агломерации проживает свыше 350 тысяч человек. Расположен на востоке Словакии, в долине реки Горнад у подножья горного массива Чьерна Гора.
Крупный научно-образовательный центр. Место размещения Конституционного суда Словакии. Крупный сталелитейный завод. Транспортный узел, международный аэропорт.
Известен с XII века как королевская резиденция. В XIV веке город первым в Европе получил собственный герб, превратившись во второй по значимости город Словакии. В XVII веке был центром Верхней Венгрии.

## История

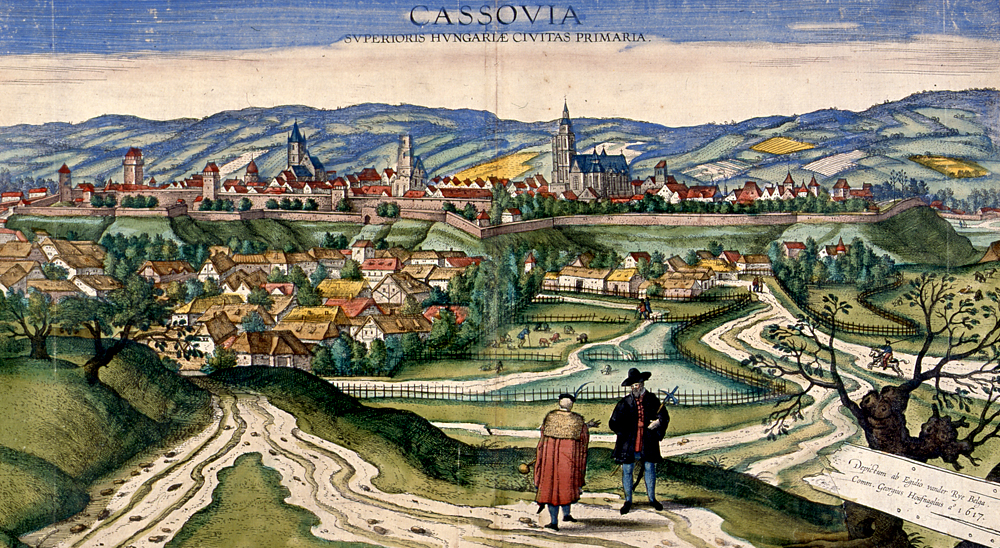
Кашша — столица Верхней Венгрии, 1617 год

Первый раз Кошице был упомянут в 1230 году. Начиная с XIV века Кошице становится вторым по значению городом Словакии, которая тогда входила в Королевство Венгрия. В XV веке Кошице временно захватил гусит Ян Йискра. В XVII—XVIII веках Кошице становится центром восстаний венгров против Габсбургов, и столицей предводителя восстания Ференца Ракоци. В 1657 году здесь был заложен университет. С XVII века Кошице стал административным центром области Абауй в составе Венгрии.
В 1882—1920 годы Кошице был административным центром комитата Абауй-Торна в Королевстве Венгрия. В 1919 году в Кошице была провозглашена Словацкая Советская Республика, которая просуществовала недолго. В 1938—1944 годах на основании решений Первого венского арбитража город был оккупирован Венгрией и именовался Кашша.
26 июня 1941 года Кошице подвергся бомбардировке, в ходе которой на город было сброшено около 27 тонн бомб. В результате погибло 30 человек и 285 было ранено. Несмотря на отсутствие каких-либо доказательств того, что бомбардировка была произведена советской авиацией (на самолётах, которые сбрасывали бомбы, не было опознавательных знаков советских ВВС), сам факт бомбардировки был использован как формальный повод для Венгрии объявить войну СССР.

## Транспорт

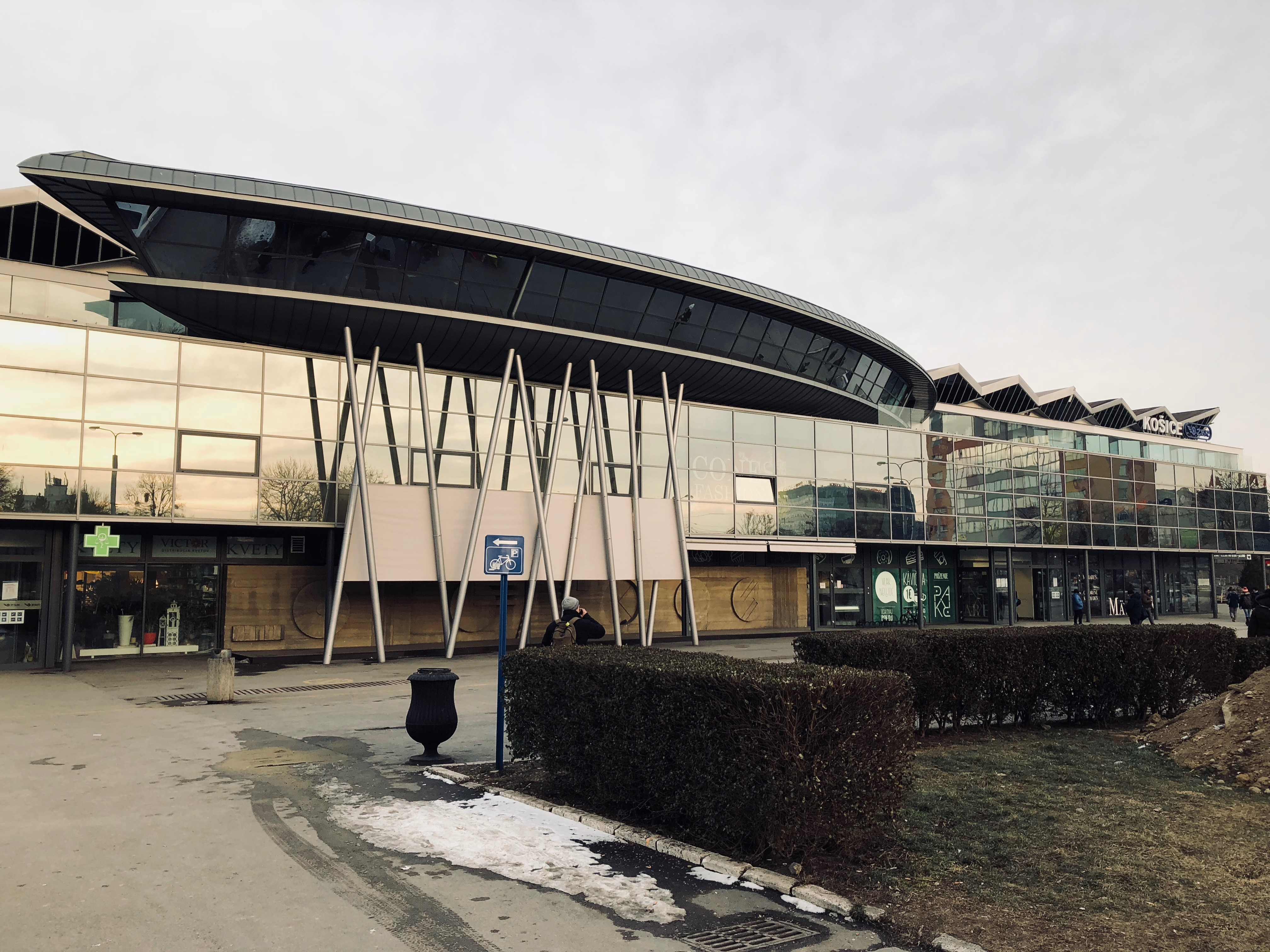
Вокзал станции Кошице

Кошице — крупнейший приграничный транспортный узел в восточной Словакии, расположенный в 20 км от границы с Венгрией, в 80 км — с Украиной и в 90 км — с Польшей.
Город связан автомагистралью D1 с Прешовом. Внутреннее кольцо города проходит по периметру исторического центра, внешнее кольцо — по периферии города. К востоку от Кошице проходит обходная магистраль города, связанная с дорогой D1.
Городской общественный транспорт, состоящий из автобусов, трамваев и троллейбусов (с 1993 года), находится под управлением компании Dopravný podnik mesta Košice («Транспортная компания города Кошице»). Действует свыше 40 автобусных маршрутов, 15 трамвайных и 2 троллейбусных линии.
С автовокзала отправляются маршруты в другие города Словакии и за рубеж. Железнодорожная станция Кошице действует с 1860 года. С украинским Ужгородом город связан ширококолейной линией Ужгород — Кошице. Действует единственная сохранившаяся от Чехословакии детская железная дорога. В 6 км к югу от исторического центра города расположен международный аэропорт «Кошице-Барца»,  из которого осуществляются регулярные рейсы в Братиславу, Прагу, Вену, Лондон (Лутон) и Донкастер.

## Климат
Климат Кошице умеренный континентальный, умеренно влажный, с тёплым летом и прохладной зимой.
| Показатель                    | Янв. | Фев. | Март | Апр. | Май | Июнь | Июль | Авг. | Сен. | Окт. | Нояб. | Дек. | Год |
| ----------------------------- | ---- | ---- | ---- | ---- | --- | ---- | ---- | ---- | ---- | ---- | ----- | ---- | --- |
| Абсолютный максимум, °C       | 11   | 15   | 23   | 25   | 28  | 31   | 33   | 32   | 30   | 24   | 17    | 12   | 33  |
| Средний суточный максимум, °C | 0    | 2    | 8    | 13   | 18  | 21   | 23   | 23   | 19   | 13   | 5     | 0    | 12  |
| Средняя температура, °C       | −2   | 0    | 4    | 9    | 14  | 17   | 18   | 18   | 15   | 9    | 2     | −1   | 8   |
| Средний суточный минимум, °C  | −5   | −3   | 0    | 5    | 9   | 12   | 13   | 13   | 10   | 5    | 0     | −3   | 5   |
| Абсолютный минимум, °C        | −24  | −22  | −16  | −3   | −2  | 0    | 6    | 5    | −2   | −7   | −12   | −20  | −24 |
| Норма осадков, мм             | 20   | 30   | 30   | 30   | 60  | 80   | 80   | 70   | 50   | 30   | 40    | 30   | 610 |
| Источник: Weatherbase.com     |      |      |      |      |     |      |      |      |      |      |       |      |     |

## Население
По данным переписи 2011 года в Кошице проживало 240 688 человек.
В том числе словаков 74%, венгров 3%, цыган 2%. 19% населения не назвали свою национальную принадлежность. 45% отнесли себя к Римско-католической церкви, 6% к Греко-католической, 2% к Евангелической церкви Аугсбургского исповедания, 2% к кальвинизму, 1% к православию. 17% не отнесли себя ни к какой религии.
До середины XVI века Кошице был в основном немецким городом. До образования Чехословакии в 1918 году Кошице был преимущественно венгерским городом. Так по переписи 1910 года (которая, как считают некоторые, была подтасована венгерской бюрократией), 75,4% населения были венграми, 14,8% словаками, 7,2% немцами и 1,8% поляками. Сразу по окончании Второй мировой войны в результате обмена словацко-венгерским населением с Венгрией Кошице стал преимущественно словацким городом.
Кошице образует Кошицкую агломерацию с населением 355 тысяч человек, а также входит в крупнейшую в стране двухъядерную Кошицко-Прешовскую агломерацию с населением 555,8 тысяч человек. В пределах урбанизированной зоны (larger urban zone) Евростата в 2007—2009 годах проживало 347 630 человек.
| Год:                | 1994    | 2004    | 2014    | 2024    |
| ------------------- | ------- | ------- | ------- | ------- |
| Количество человек: | 239 927 | 235 006 | 239 464 | 223 678 |
| Разница:            |         | −2,05 % | +1,89 % | −6,59 % |

## Спорт

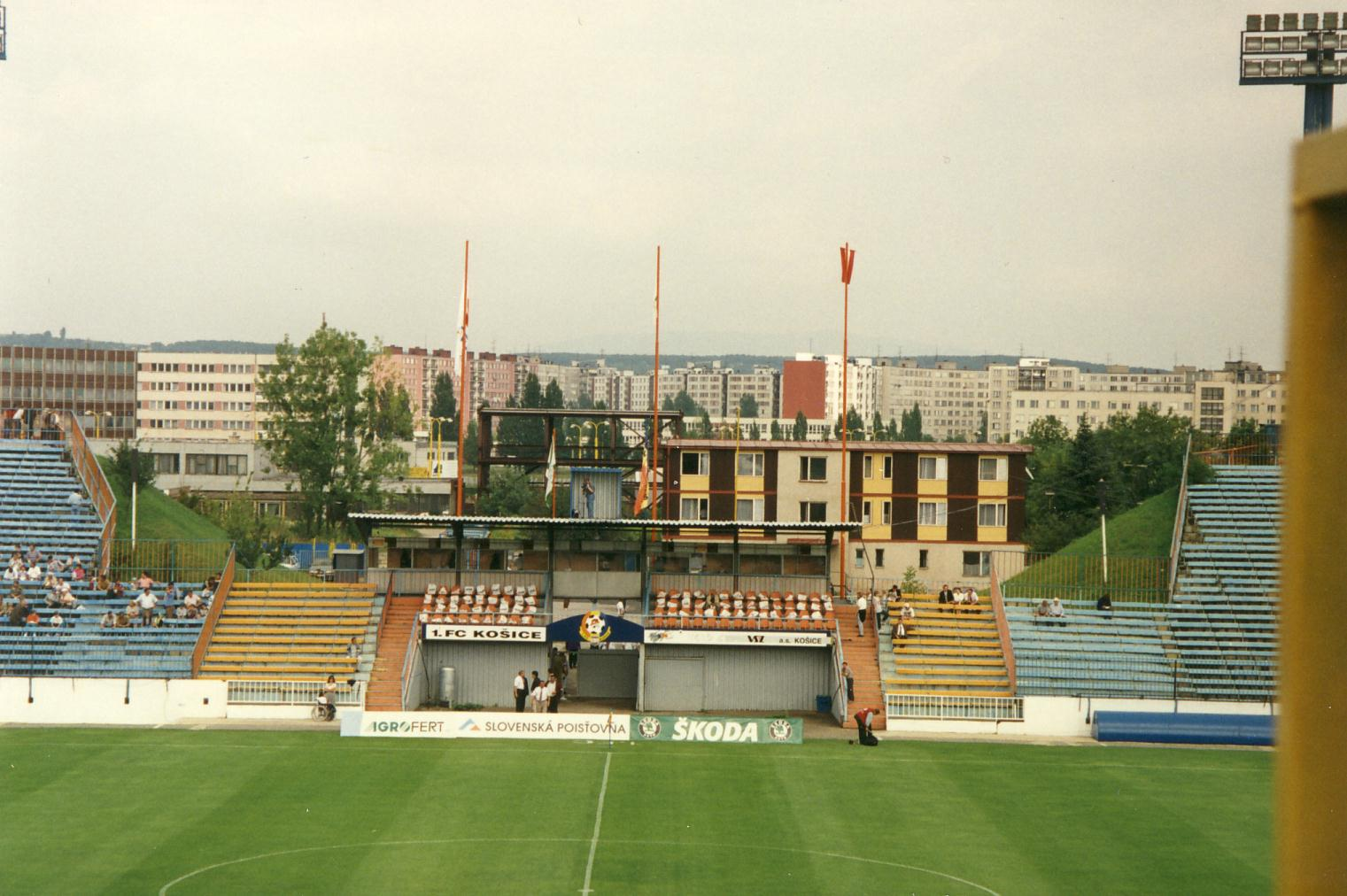
Кошицкий стадион

Главным событием спортивной жизни города является традиционный Кошицкий марафон. Это ежегодное соревнование традиционно проходит в первое воскресенье октября и собирает несколько тысяч участников. Рекорд трассы среди женщин 2:29.59 принадлежит кенийской бегунье Хеллен Муго, которая установила его в 2012 году.
В Кошицах базируется одноименный футбольный клуб, первым из словацких клубов принимавший участие в групповом турнире Лиги чемпионов УЕФА 1997/1998.
Также в городе есть хоккейный клуб Кошице, шесть раз становившийся чемпионом Словакии.
В 1997 году прошёл чемпионат мира по полумарафону.
В 2011 году Кошице совместно с Братиславой принимал чемпионат мира по хоккею с шайбой. На Стил Арене было сыграно 24 из 56 матчей чемпионата. Через восемь лет город вместе со столицей вновь примет чемпионат мира по хоккею.
С 7 по 14 июля 2012 года в городе прошёл чемпионат мира по спортивному ориентированию среди юниоров. В старом центре города прошёл спринт (дистанция с ожидаемым временем для победителя 15 минут), а в окрестностях, среди карстовых форм рельефа, прошли соревнования в остальных дисциплинах.

## Архитектура

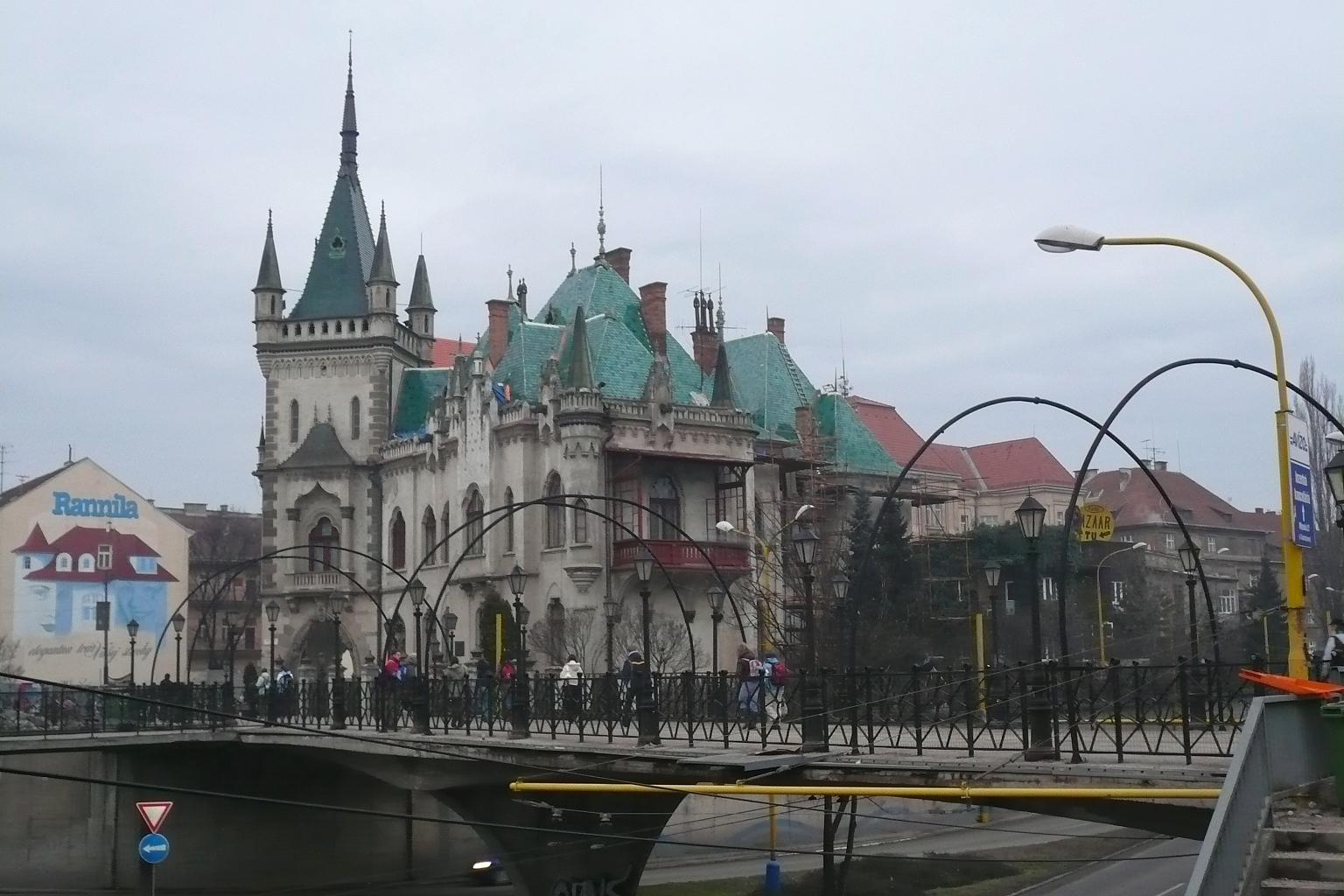
Дворец Якова

В Кошицах имеется большое количество памятников архитектуры:
- Готический собор св. Елизаветы
- Кальвинистская церковь
- Церковь урсулинок
- Монастырь доминиканцев
- Монастырь францисканцев
- Лютеранская кирха
- Грекокатолическая церковь
- Иезуитский храм
- Синагоги
- Церковь Святого Михаила (Кошице)
- Чумной столб на Главной площади